# Dopady evropské migrační krize v Německu

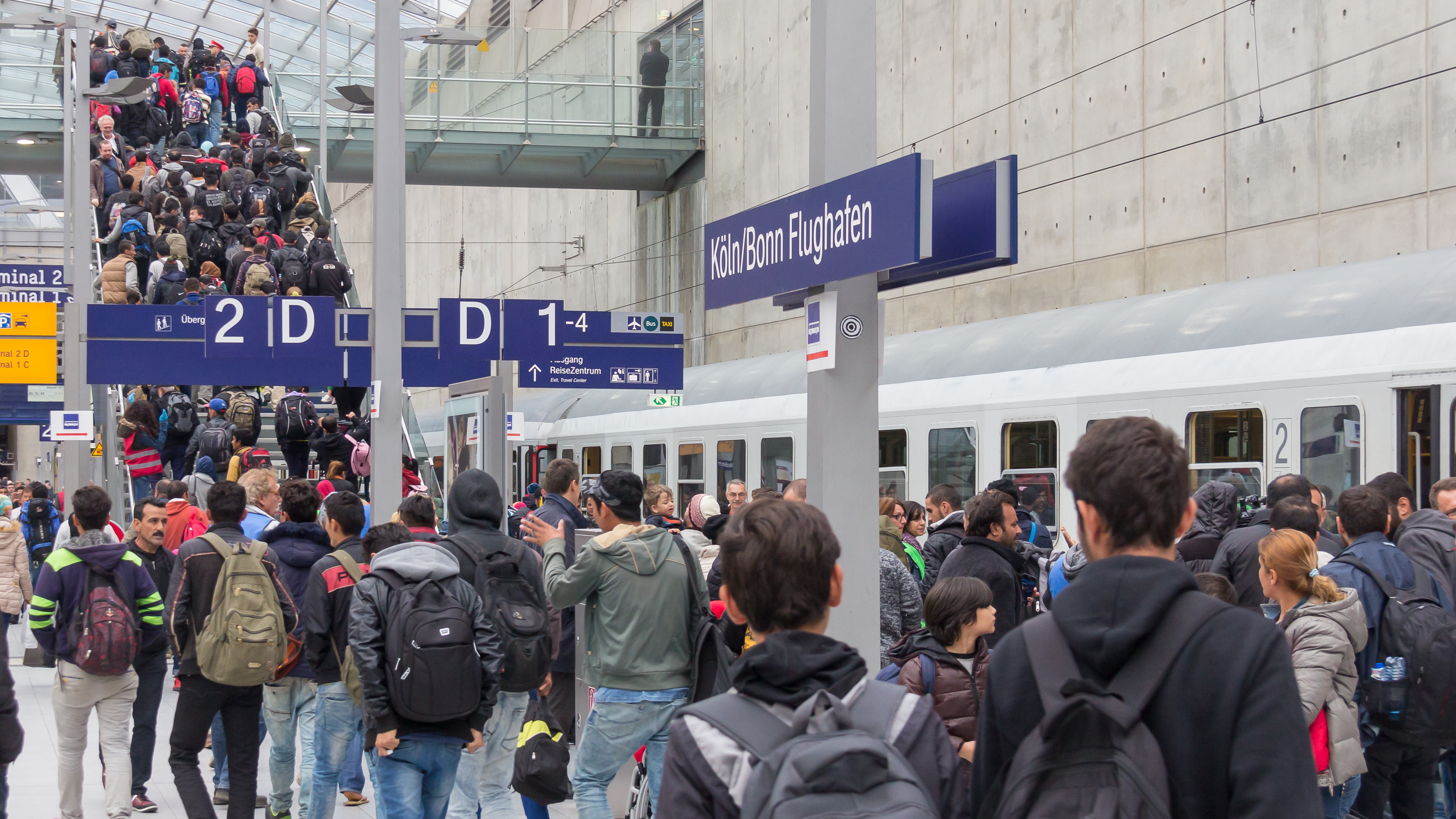
V září 2015 byly vypravovány pro migranty vlaky z Rakouska

Německo je nejčastější zemí, do které míří žadatelé o azyl v rámci takzvané evropské migrační krize, k čemuž přispívá i německá imigrační politika a kroky kancléřky Angely Merkelové. Nejkomplikovanější situace panovala v Německu během října a listopadu 2015, kdy vlivem vysokého počtu nově příchozích migrantů byly uprchlické kapacity naplněné a tamní úřady nezvládaly přijímat značné množství žádostí o azyl.

## Politické dopady

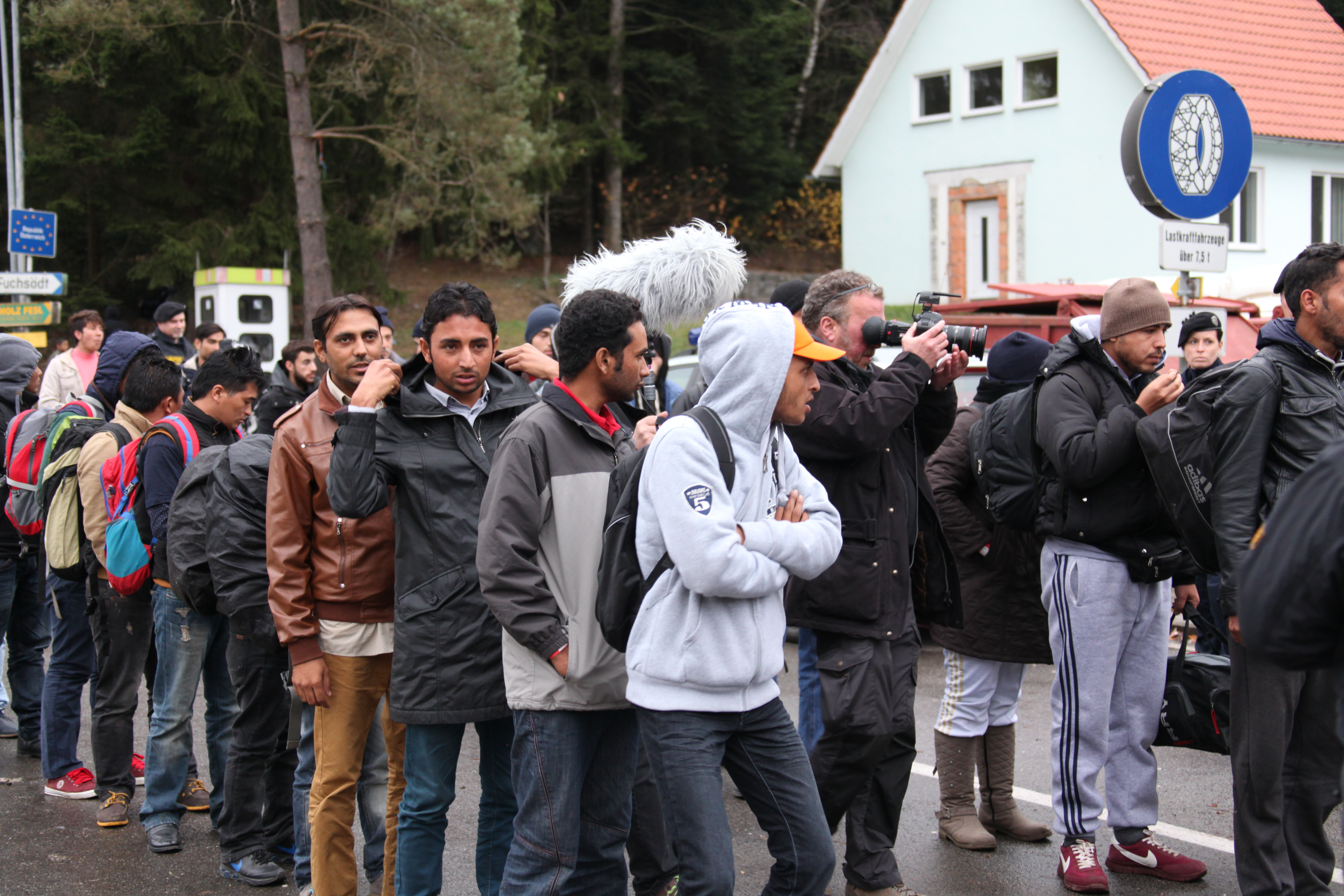
Imigranti na německo-rakouské hranici necelých 15 km od hranic s Českem

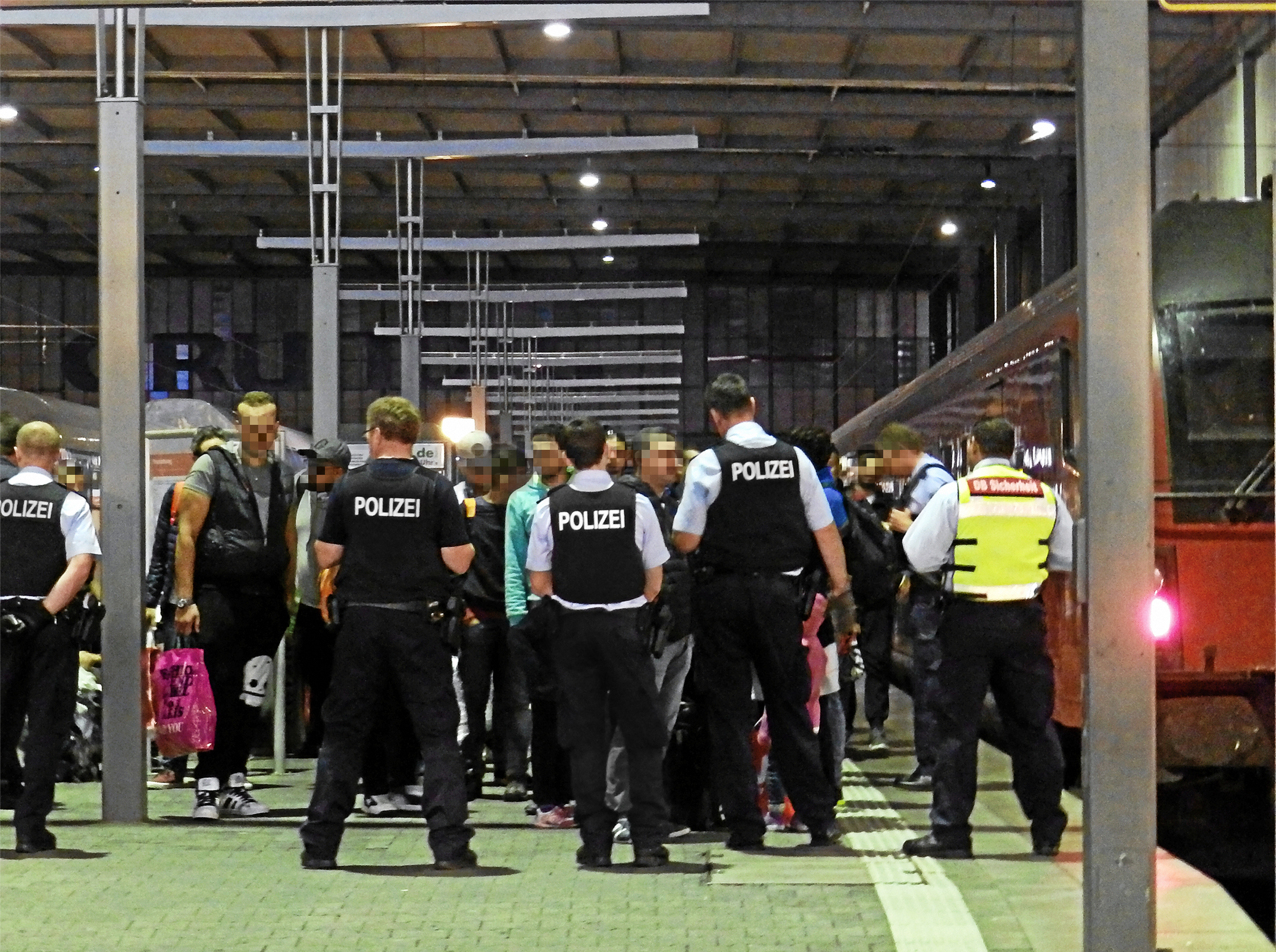
Migranti přijíždějí na mnichovské hlavní nádraží, září 2015

Německo je pro migranty nejčastější cílovou zemí. Příchod statisíců imigrantů je jedním z hlavních témat německé politické scény, klíčovým tématem se stal především pro nacionalistické strany. Německá kancléřka Angela Merkelová je známá svými otevřenými názory na přijímání běženců z Blízkého východu a Afriky, kvůli kterým je velmi často kritizována. Zatímco mezi imigranty je značně oblíbená a je označována jako "Mutti Merkel", její popularita mezi německým obyvatelstvem v kontextu migrační krize neustále klesá. Politiku otevřených dveří často kritizují někteří politici z Bavorska (např. premiér Horst Seehofer), které je migrační vlnou zatíženo nejvíce. Vzrůstající počet nových migrantů má za následek posilování protiimigrantských názorů ve společnosti a nárůst preferencí politických stran vystupujících proti přistěhovalectví, jako např. Alternativa pro Německo.
Neustávající příliv žadatelů o azyl má za následek šíření extremistických názorů ve společnosti. Někteří lidé projevují vůči migrantům otevřeně nenávist různými způsoby, mezi které patří skandování nacionalistických a protimigrantských hesel i zapalování budov určených pro migranty. V roce 2015 evidovala německá policie 1 005 útoků radikálů na ubytovny, které měly sloužit pro ubytování žadatelů o azyl, mezi které patřilo i 94 žhářských útoků na azylová centra převážně v Sasku, ale i dalších částech země. Například dne 20. února skupinka dvaceti až třiceti lidí za pronášení urážlivých komentářů tleskala a jásala při hasičském zásahu u hořícího hotelu připraveného pro uprchlíky v lužickém Budyšíně, který byl zapálen v rámci protiimigrantského žhářského útoku. Politici takovéto jednání ostře odsoudili a tyto lidi označili za zločince.
Dne 13. března 2016 se ve třech německých spolkových zemích konaly volby do tamních zemských sněmů, které byly prvními volbami od počátku imigrační krize a byly považovány za hodnocení politiky kancléřky Merkelové. Její Křesťanskodemokratická unie v Sasku-Anhaltsku, Porýní-Falci i Bádensku-Württembersku ztratila, úspěch naopak přinesly volby Zeleným a zejména opačně zaměřené Alternativě pro Německo (AfD), kterou před volbami podpořil např. český exprezident Václav Klaus. AfD, která je hodnocena jako euroskeptická a národně konzervativní strana, se dostala do zemských sněmů všech zemí s výsledky od 12,6 % do 24,2 % a zesílil tak tlak na změnu politiky Angely Merkelové.

## Migranti v Německu

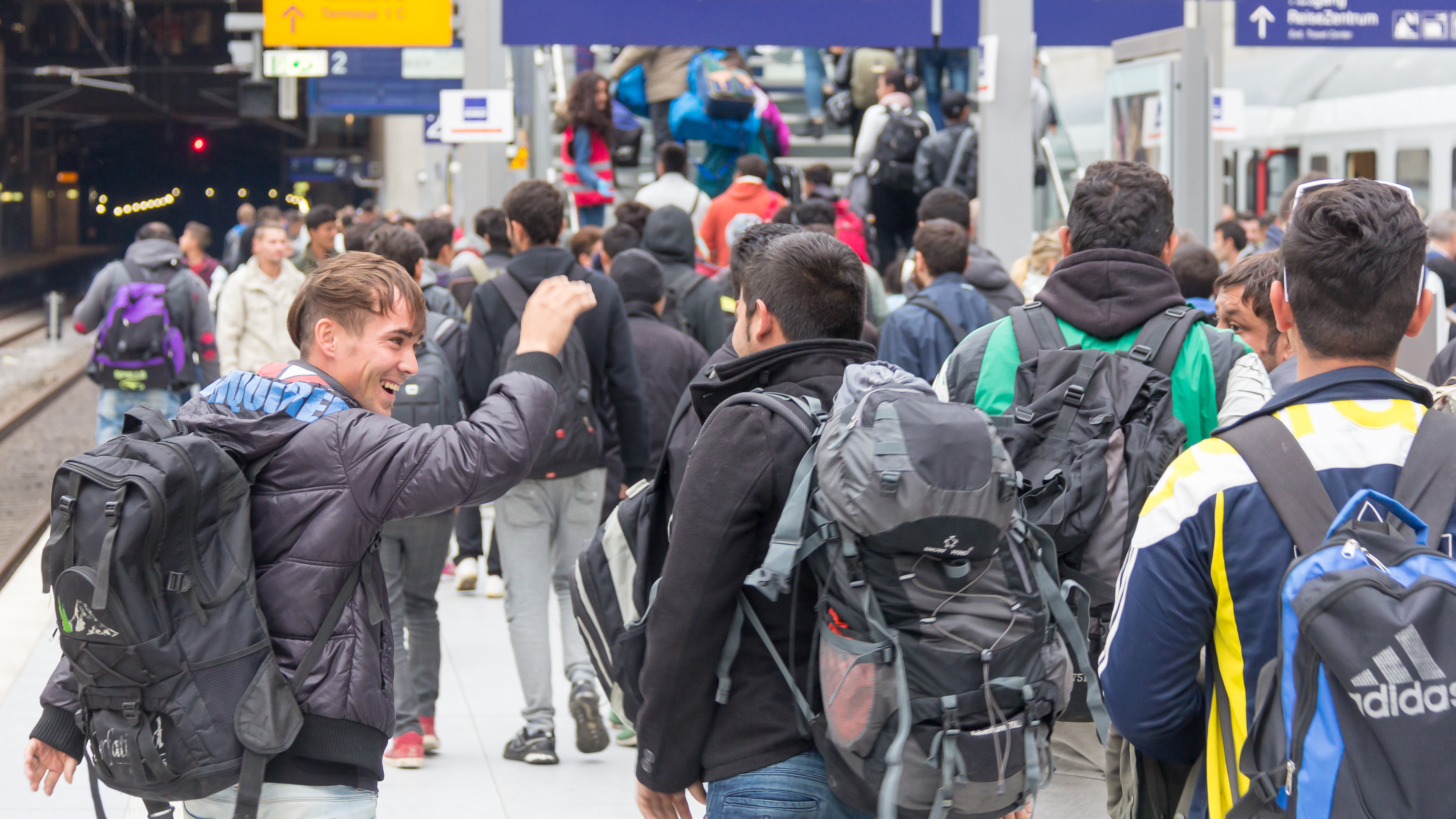
Migranti po příjezdu do Kolína nad Rýnem

Podle údajů Eurostatu v Německu za celý rok 2015 požádalo o azyl přes 440 000 imigrantů. Německé úřady jsou přetíženy vysokým počtem žadatelů o azyl, což vede k frustrovanosti a nespokojenosti migrantů, tisíce z nich podaly na úřady žalobu k soudu pro příliš dlouhou dobu vyřizování žádosti. V uprchlických centrech dochází k opakovaným násilnostem, trestným činům i k výskytu teroristů, kteří se do země dostali jako žadatelé o azyl. Nedaří se ani deportace migrantů; přestože v roce 2015 zažádalo v Německu o azyl několik set tisíc lidí, z nichž většina nemá na azyl nárok, deportováno bylo jen necelých 21 000 cizinců. V únoru 2016 německá vláda přiznala, že se již "ztratilo" téměř 115 000 žadatelů o azyl; někteří z nich odjeli požádat o azyl do jiné země, další část migrantů ale přešla do ilegality a v Německu žije nezákonně. Němečtí představitelé opakovaně vyzvali řadu evropských zemí k větší míře zapojení se do migrační krize, především k přijetí uprchlických kvót. Evropskou komisi naopak obvinili v této krizi z příliš pomalého postupu.
Celkem bylo v roce 2015 v německém vnitrostátním registračním systému EASY zaregistrováno přes milion migrantů, konkrétně 1 091 894 lidí. Údaj o počtu ani o národnosti migrantů ale nemá přílišnou vypovídající hodnotu, jelikož jsou zjišťovány jen základní údaje; dochází k opakovaným registracím a k zaregistrování lidí mířících dále do severní a západní Evropy. Ani počet žádostí o azyl nelze považovat za směrodatný údaj, protože migranti, kteří jsou z nějakého důvodu nevyhostitelní (např. "ztratí" doklady) mohou v Německu zůstat v rámci slučování rodin či pomocí tzv. Duldungu, které se do azylových žádostí nezapočítávají; výsledné číslo lidí, kteří se chtějí usadit v Německu v rámci a přišli v rámci migrační vlny se pohybuje mezi oběma údaji.
| 1. čtvrtletí 2015 | 2. čtvrtletí 2015 | 3. čtvrtletí 2015 | 4. čtvrtletí 2015 | Celkem za rok 2015 | Podíl na celkovém počtu žadatelů v EU v % (celkem 2015) | Počet žadatelů na milion obyvatel (celkem 2015) | Nárůst počtu žadatelů za rok 2015 oproti roku 2014 (v %) |
| ----------------- | ----------------- | ----------------- | ----------------- | ------------------ | ------------------------------------------------------- | ----------------------------------------------- | -------------------------------------------------------- |
| 73 120            | 80 935            | 108 305           | 179 440           | 441 800            | 35,2 %                                                  | 5 441                                           | + 155 %                                                  |

## Vývoj krize

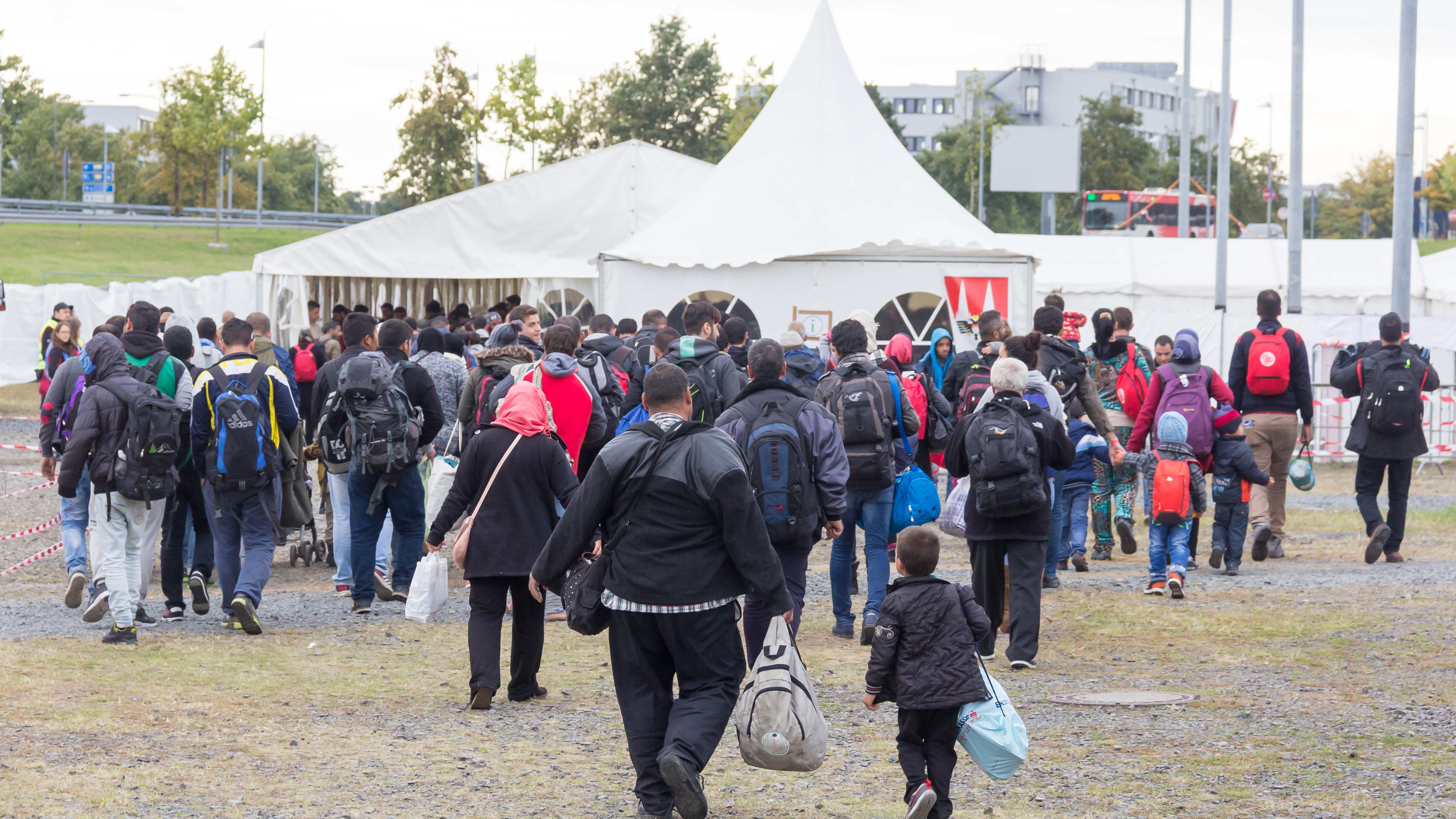
Běženci v západním Německu

Koncem srpna 2015 německá vláda odhadla, že do konce roku 2015 se do Německa dostane v rámci migrační vlny až 800 000 ekonomických migrantů a uprchlíků. Bavorští političtí představitelé vyjádřili ústy zemského ministra vnitra Joachima Herrmanna své znepokojení nad vypravením vlaků z Maďarska do Mnichova na přelomu srpna a září 2015, kdy až 7 000 migrantů dosáhlo úspěšně svého cíle v Německu. Rovněž oznámil, že Bavorsko se nemůže postarat o všechny migranty, a že bude nezbytné, aby i další spolkové země poskytly uprchlíkům pomoc podle königsteinského klíče. Rovněž koncem srpna 2015 pronesla německá kancléřka Angela Merkelová na své pravidelné tiskové konferenci výrok, který obletěl svět, o tom, že Německo situaci s uprchlíky zvládne: „Wir schaffen das“. Dne 9. září 2015 prohlásila Merkelová na zasedání Německého spolkového sněmu, že poskytování azylu uprchlíkům před válečnými událostmi „nemá horní hranici“, což vyvolalo značně bouřlivou diskusi a kritiku. Zároveň řekla, že i přes těžkosti ekonomických migrantů nebudou moci lidé, kteří neutíkají před bezprostředním ohrožením svého života, v Německu zůstat.
Dne 13. září Německo obnovilo hraniční kontroly na své jihovýchodní hranici s Rakouskem; původně měly kontroly probíhat po dobu jednoho měsíce, ale v listopadu byly prodlouženy do neurčita. V říjnu a listopadu byly zavedeny namátkové kontroly také na hranici s Francií a Českou republikou. Dne 20. září německé ministerstvo financí oznámilo odklad plánovaného snížení daní z důvodu potřeby dodatečných finančních prostředků pro imigrační politiku. Pod největším náporem běženců bylo Německo v říjnu a v první polovině listopadu 2015, kdy přicházelo do země až 10 000 nových imigrantů denně. V prosinci 2015 a lednu 2016 se počet nově příchozích snížil nejprve na 3 000 a poté jen na průměr 1 500 osob denně. Koncem února ale opět začaly počty migrantů vzrůstat. Imigrační krize je extrémně nákladná po finanční stránce; v roce 2016 německé spolkové země vynaloží na řešení migrační krize celkem 17 miliard Eur (460 miliard Kč) a na zvládnutí imigrace a integraci uprchlíků je vyhrazena také značná část z velkého přebytku státního rozpočtu na rok 2015, který činil 12,1 miliard eur (327 miliard korun).
Mezi jednotlivými německými spolkovými zeměmi probíhá přerozdělování migrantů podle Königsteinského klíče. Počet migrantů přerozdělovaných kvótami je dán ze dvou třetin daňovými příjmy a ze zbývající třetiny počtem obyvatel dané země.
| Spolková země                  | Počet migrantů (%) |
| ------------------------------ | ------------------ |
| Bavorsko                       | 15,3               |
| Bádensko-Württembersko         | 12,9               |
| Sasko                          | 5,1                |
| Durynsko                       | 2,7                |
| Hesensko                       | 7,3                |
| Porýní-Falc                    | 4,8                |
| Sársko                         | 1,2                |
| Vestfálsko                     | 21,2               |
| Dolní Sasko                    | 9,4                |
| Sasko-Anhaltsko                | 2,9                |
| Braniborsko                    | 3,1                |
| Berlín                         | 3,0                |
| Brémy                          | 0,9                |
| Šlesvicko-Holštýnsko           | 3,4                |
| Meklenbursko-Přední Pomořansko | 2,0                |

## Veřejné mínění

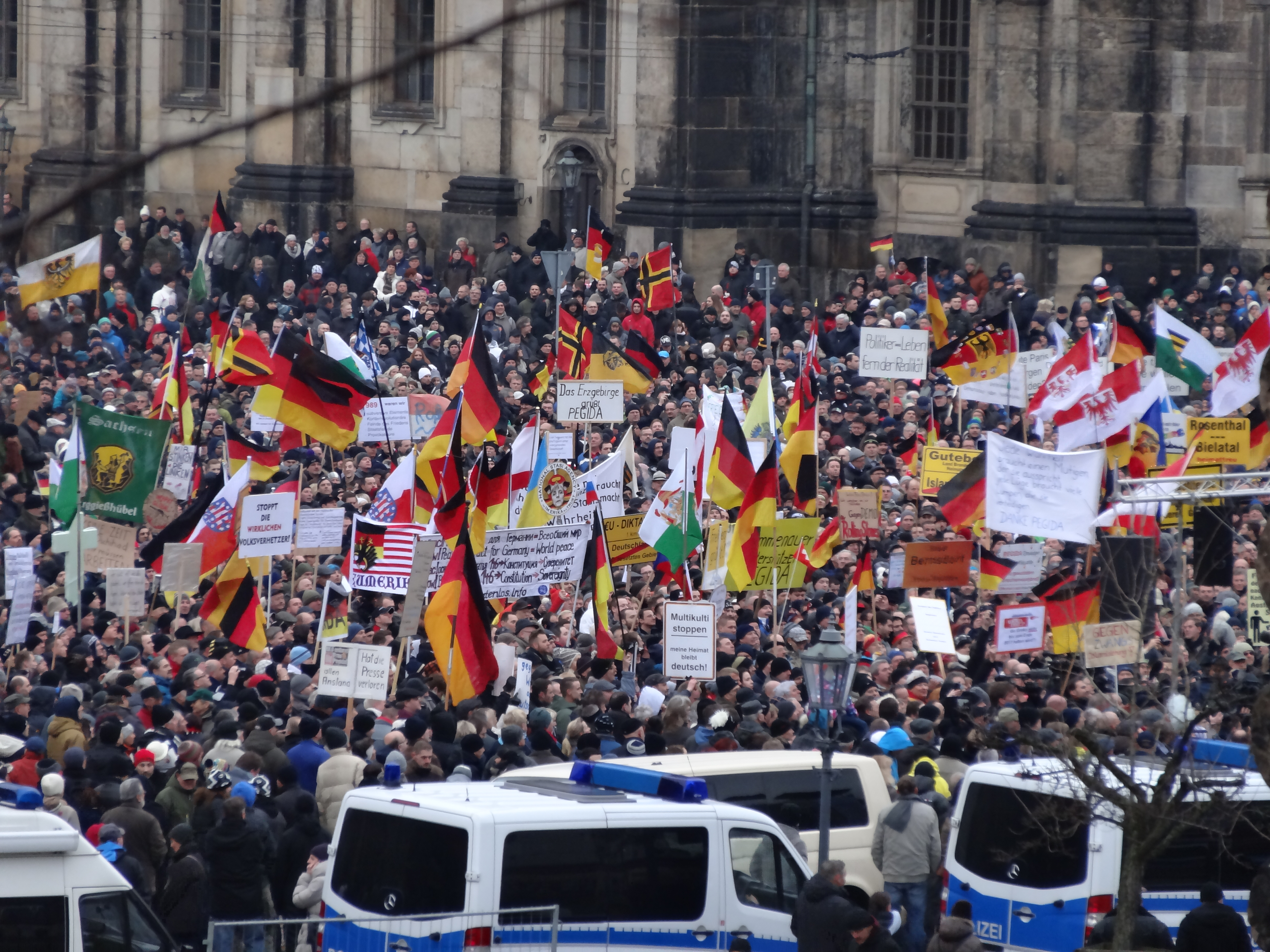
Demonstrace příznivců Pegidy v Drážďanech

Zatímco v první polovině roku 2015 byla německá veřejnost přijímání uprchlíků nakloněna, během podzimu se souhlasný názor s přijímáním migrantů a s politikou "otevřených dveří" otočil a zmizely i davy vítající migranty.
Další nárůst protiimigračních názorů přinesly zejména silvestrovské sexuální útoky přistěhovalců v Kolíně nad Rýnem a dalších městech, během kterých došlo ke krádežím, sexuálnímu napadání a v několika případech i znásilnění více než 1 000 obětí. Odpor vůči imigrantům se zvýšil zejména po zjištění, že značnou část útočníků tvořili migranti, kteří přišli do Německa jako žadatelé o azyl v roce 2015 a také v souvislosti s tím, jak se začaly objevovat podobné, byť ne tak rozsáhlé, kauzy staršího data, které byly do té doby utajovány. Politiku německé vlády kritizují mnohé organizace, jako např. hnutí PEGIDA, které pravidelně pořádá antiiimgrační demonstrace, kterých se účastnily desítky tisíc lidí. Podpora proimigrantské politiky německým obyvatelstvem je tedy přinejmenším velice diskutabilní.

## Dopady krize na společnost

### Kriminalita přistěhovalců
Dle Spolkového kriminálního úřadu (BKA) spáchali přistěhovalci v Německu za tři měsíce, tj. za první čtvrtletí roku 2016, 69 tisíc trestných činů. Poměr kriminality nově příchozích nepřevyšuje počet deliktů německých občanů. Nadprůměrně jsou navíc ve statistice zastoupeni migranti ze západního Balkánu, Gruzie či Maroka. Naopak kriminalita Syřanů či Iráčanů je poměrně nízká. 

### Nezaměstnanost
Dle šetření německého deníku Frankfurter Allgemeine Zeitung (FAZ), který se dotazoval 30 největších německých zaměstnavatelů, uvedených v německém akciovém indexu DAX, se podařilo nalézt uplatnění jen pro 54 uprchlíků, ačkoliv je k červenci 2016 poptáváno přes 665 tisíc pracovních míst. Německo si dalo v roce 2015 za cíl do pěti let zaměstnat zhruba polovinu tehdy čerstvě zaregistrovaných uprchlíků. V červenci 2019 mělo práci 35 % z těch uprchlíků, kteří tam dorazili od roku 2015 z osmi hlavních destinací – Sýrie, Afghánistánu, Iráku, Eritreje, Pákistánu, Nigérie, Somálska a Íránu. Jedná se o 400.000 lidí ze zhruba 1,2 milionu, kteří do Německa přišli mezi lety 2015 a 2018. Prezident sdružení německých zaměstnavatelských svazů se podivoval rychlému růstu zaměstnávání. Uprchlíci v Německu většinou pracují na pomocných pozicích ve výrobě, jako pracovníci úklidu, v gastronomii nebo v zemědělství.